# Burgreste Burgstallhöhle
Burgreste Burgstallhöhle, auch nur als Burgstallhöhle genannt, bezeichnet eine abgegangene Höhlenburg an einem Felshang auf 730 m ü. NN links der Donau, flussabwärts von Fridingen an der Donau im Landkreis Tuttlingen in Baden-Württemberg. 
Von der im 11. Jahrhundert erbauten Burg sind nur noch Spuren am Fels der Höhle vorhanden. 

## Literatur

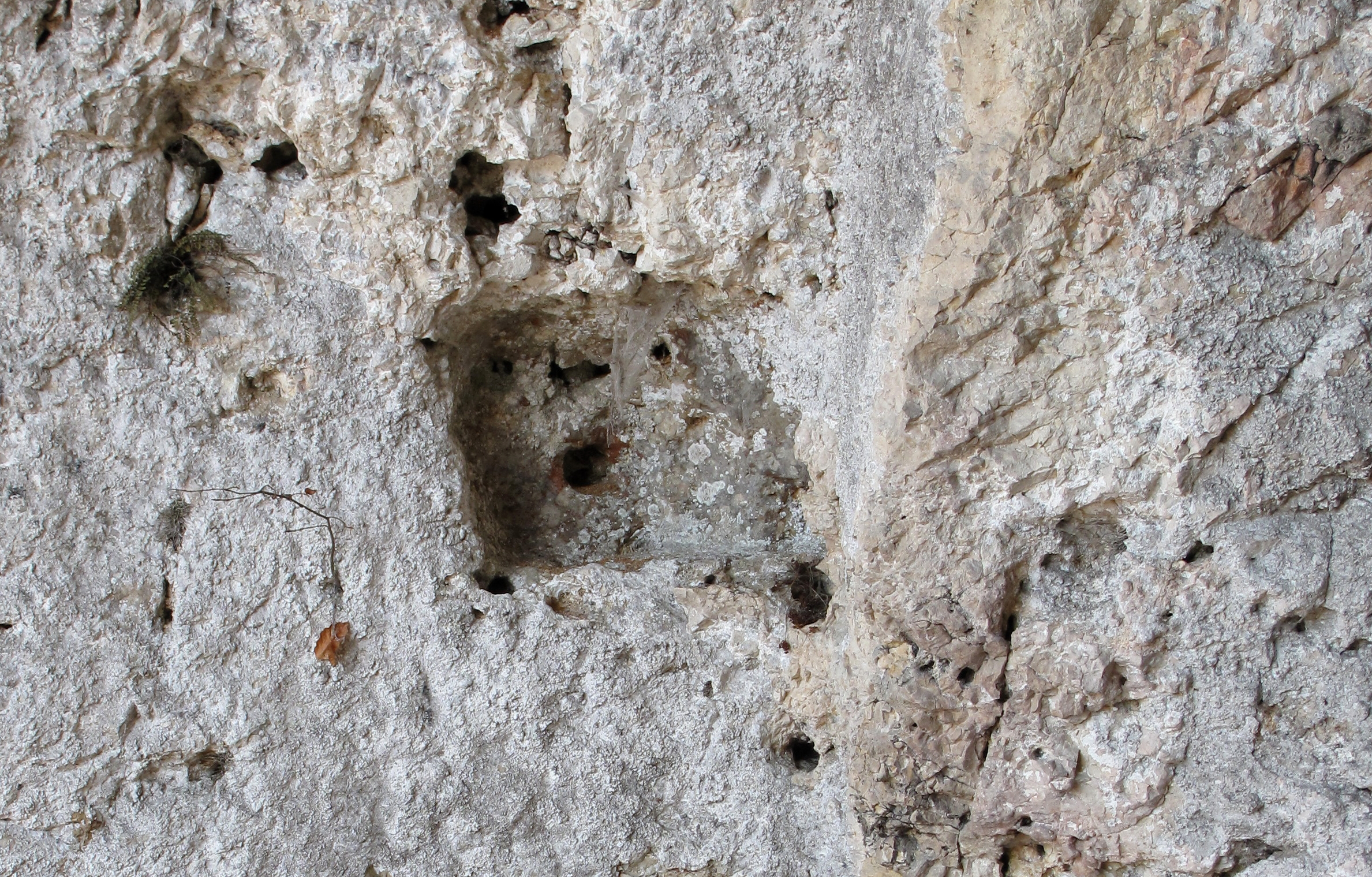
Balkenloch
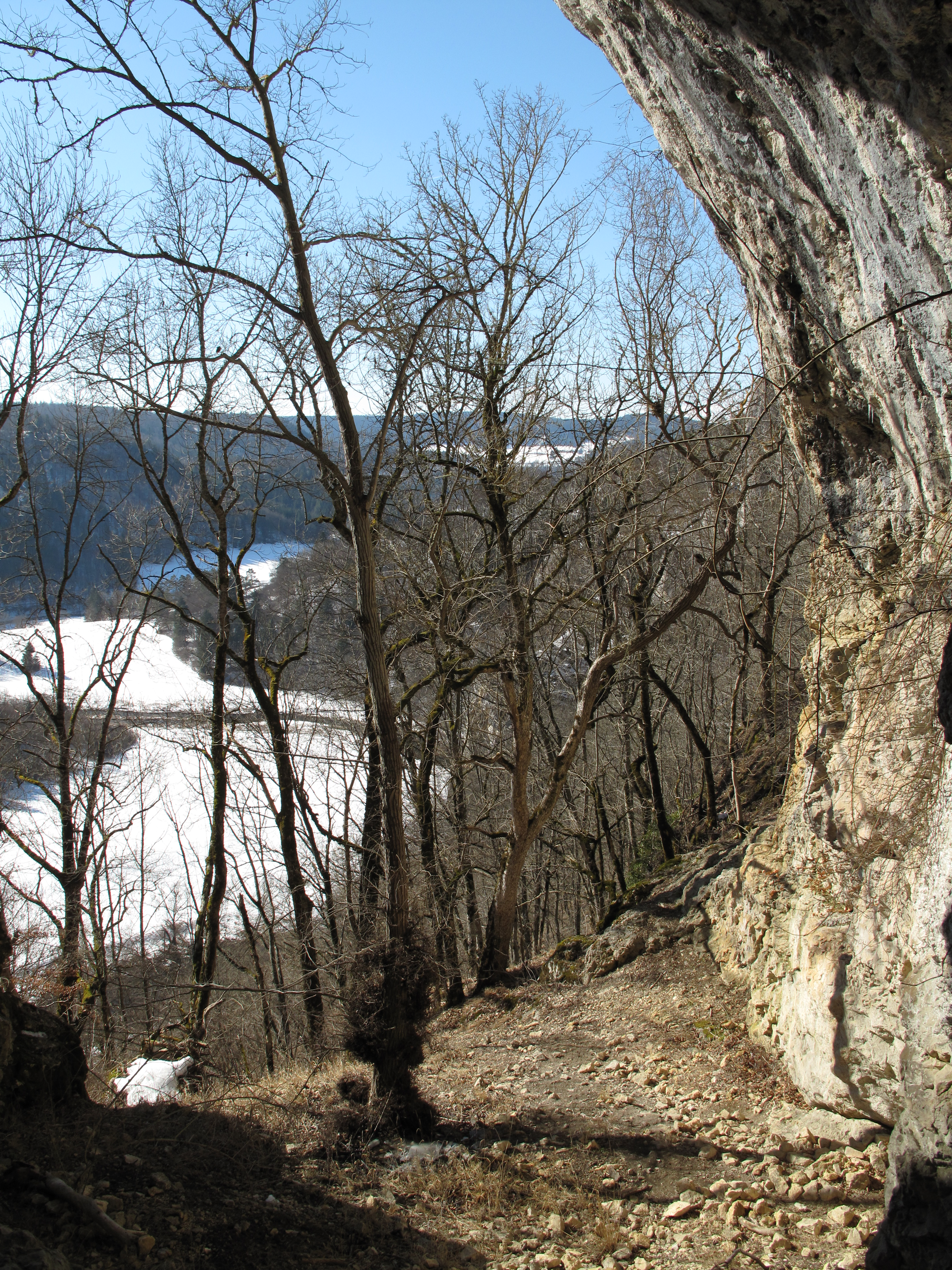
Blick aus der Haupthöhle
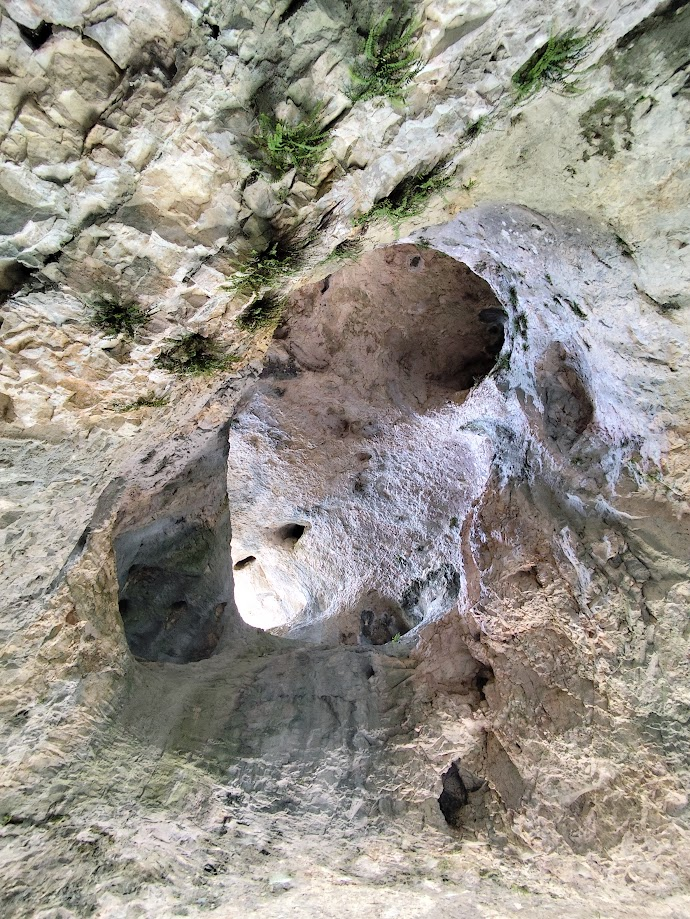
Burgstallhöhle Blick zur Höhlendecke
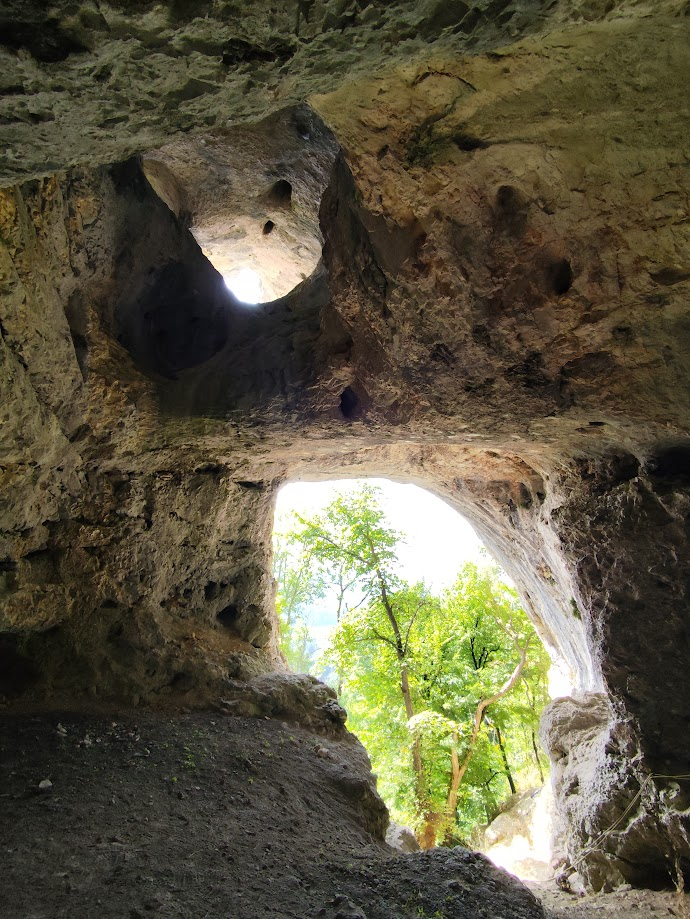
Burgstallhöhle Höhleneingänge
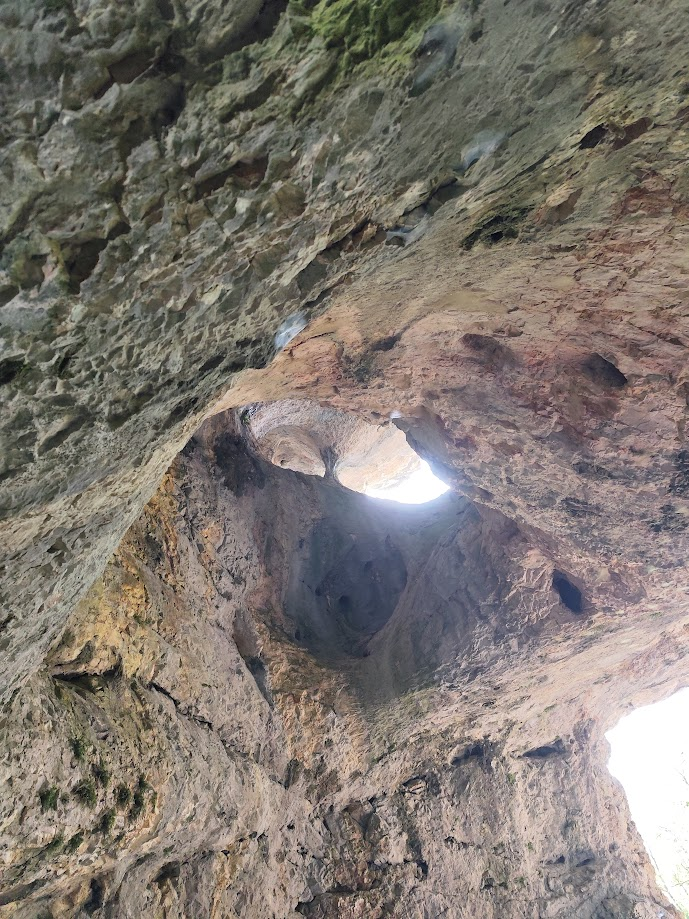
Burgstallhöhle Blick hinauf zur oberen Höhlenkammer mit prägnanter "Sanduhr"